# Anta da Vidigueira
Anta da Vidigueira es un dolmen o cámara funeraria megalítica situada al suroeste del pueblo de Freixo, en el municipio de Redondo en el distrito de Évora, Alentejo, Portugal. El dolmen probablemente se construyó entre el Neolítico y el Calcolítico (entre finales del cuarto milenio a. C. y la primera mitad del tercer milenio). Está clasificado como Monumento Nacional desde 1910.
Anta da Vidigueira está situada en una zona con muchos restos megalíticos, y es típica del estilo de la zona. Se han identificado unos 50 monumentos de este tipo en todo el municipio de Redondo, de los cuales 30 se encuentran en los alrededores del pueblo de Freixo. Consiste en una cámara poligonal de siete pilares de granito de unos 2,2 metros de altura, con un remate levemente deteriorado que presenta varios “hoyuelos” grabados. La tumba formada por los pilares tiene un diámetro de unos tres metros. El corredor de entrada, con cuatro de los pilares originales aún visibles, tiene unos cuatro metros de largo. Se reconocen restos de un túmulo de tierra y piedra, que habría cubierto el sepulcro. El túmulo tenía un diámetro de unos ocho metros. Las excavaciones han dado lugar a hallazgos de cerámica, navajas y puntas de flecha.
Anta da Vidigueira fue identificada por primera vez en 1879 por Gabriel Pereira. Recibió mayor atención cuando Possidónio da Silva hizo referencia a ella en una publicación de 1883 que recibió difusión nacional. El anta fue visitado por los arqueólogos alemanes Georg y Vera Leisner en marzo de 1945. Hicieron dibujos de su planta, que publicarían en 1949, junto con información sobre muchos monumentos del municipio de Redondo, donde habían estado trabajando intermitentemente desde 1932. Sin embargo, si bien los Leisner realizaron una contribución fundamental al conocimiento del megalitismo en el municipio, no realizaron excavaciones en ninguno de sus monumentos, probablemente porque su atención se centró en otras regiones con mejor apoyo logístico local. No se realizaron excavaciones formales hasta marzo de 2008, cuando Rui Mataloto, del municipio de Redondo, con la ayuda de estudiantes de arqueología, llevó a cabo 12 días de trabajo de campo.
Aunque en la tumba se descubrieron elementos que datan del Neolítico, se identificaron relativamente pocos elementos líticos o cerámicos. Los elementos líticos parecen haber sido utilizados principalmente por motivos votivos. En la cámara se encontraron dos grandes hojas de sílex, así como algunos fragmentos de pedernal tanto en la cámara como en el corredor. Se encontraron cuatro puntas de flecha en el corredor y sus alrededores, dos de pedernal y una de cuarzo blanco. Se descubrieron algunas cuentas de collar de esquisto, pero faltaban los utensilios de piedra pulida que normalmente se encuentran en los megalitos de la región del Alentejo. Sin embargo, esto puede deberse a un expolio anterior o porque el sitio no se excavó por completo. La cerámica prehistórica también era relativamente escasa y la encontrada no estaba decorada. También se descubrió cerámica que data de la ocupación romana de Portugal.